# 19e cérémonie des Grammy Awards
La 19e cérémonie annuelle des Grammy Awards a eu lieu au Hollywood Palladium à Los Angeles le 19 février 1977.

## Palmarès
| Prix                                                                              | Artiste                                                   | Titre                                                                                             |
| --------------------------------------------------------------------------------- | --------------------------------------------------------- | ------------------------------------------------------------------------------------------------- |
| Enregistrement de l'année                                                         | George Benson                                             | This Masquerade                                                                                   |
| Album de l'année                                                                  | Stevie Wonder                                             | Songs in the Key of Life                                                                          |
| Chanson de l'année                                                                | Barry Manilow                                             | I Write The Songs                                                                                 |
| Meilleur nouvel artiste                                                           | Starland Vocal Band                                       | Starland Vocal Band                                                                               |
| Best Instrumental Arrangement                                                     | Chick Corea                                               | Leprechaun's Dream                                                                                |
| Best Arrangement Accompanying Vocalist(s)                                         |                                                           | If You Leave Me Now                                                                               |
| Best Arrangement For Voices (Duo, Group Or Chorus)                                | Starland Vocal Band                                       | Afternoon Delight                                                                                 |
| Best Engineered Recording - Non-Classical                                         |                                                           | Breezin'                                                                                          |
| Best Album Package                                                                |                                                           | Chicago X                                                                                         |
| Best Album Notes                                                                  |                                                           | The Changing Face Of Harlem - The Savoy Sessions                                                  |
| Best Producer Of The Year                                                         |                                                           | Stevie Wonder                                                                                     |
| Best Jazz Vocal Performance                                                       | Ella Fitzgerald                                           | Fitzgerald And Pass...Again                                                                       |
| Best Jazz Performance By A Soloist (Instrumental)                                 | Count Basie                                               | Basie And Zoot                                                                                    |
| Best Jazz Performance By A Group                                                  | Chick Corea                                               | The Leprechaun                                                                                    |
| Best Jazz Performance By A Big Band                                               | Duke Ellington                                            | The Ellington Suites                                                                              |
| Best Pop Vocal Performance, Female                                                | Linda Ronstadt                                            | Hasten Down The Wind                                                                              |
| Best Pop Vocal Performance, Male                                                  | Stevie Wonder                                             | Songs In The Key Of Life                                                                          |
| Best Pop Vocal Performance By A Duo, Group Or Chorus                              | Chicago                                                   | If You Leave Me Now                                                                               |
| Best Pop Instrumental Performance                                                 | George Benson                                             | Breezin'                                                                                          |
| Best R&B Vocal Performance, Female                                                | Natalie Cole                                              | Sophisticated Lady (She's A Different Lady)                                                       |
| Best R&B Vocal Performance, Male                                                  | Stevie Wonder                                             | I Wish                                                                                            |
| Best R&B Vocal Performance By A Duo, Group Or Chorus                              | Marilyn McCoo & Billy Davis, Jr.                          | You Don't Have To Be A Star (To Be In My Show)                                                    |
| Best R&B Instrumental Performance                                                 | George Benson                                             | Theme From Good King Bad                                                                          |
| Best Rhythm & Blues Song                                                          |                                                           | Lowdown                                                                                           |
| Best Soul Gospel Performance                                                      | Mahalia Jackson                                           | How I Got Over                                                                                    |
| Best Country Vocal Performance, Female                                            | Emmylou Harris                                            | Elite Hotel                                                                                       |
| Best Country Vocal Performance, Male                                              | Ronnie Milsap                                             | (I'm A) Stand By My Woman Man                                                                     |
| Best Country Vocal Performance By A Duo Or Group                                  | Amazing Rhythm Aces                                       | The End Is Not In Sight (The Cowboy Tune)                                                         |
| Best Country Instrumental Performance                                             | Chet Atkins & Les Paul                                    | Chester And Lester                                                                                |
| Best Country Song                                                                 | Larry Gatlin                                              | Broken Lady                                                                                       |
| Best Inspirational Performance                                                    | Gary S. Paxton                                            | The Astonishing, Outrageous, Amazing, Incredible, Unbelievable, Different World of Gary S. Paxton |
| Best Gospel Performance (Other Than Soul Gospel)                                  | The Oak Ridge Boys                                        | Where The Soul Never Dies                                                                         |
| Best Ethnic Or Traditional Recording                                              | John Hartford                                             | Mark Twang                                                                                        |
| Best Latin Recording                                                              | Eddie Palmieri                                            | Unfinished Masterpiece                                                                            |
| Best Recording For Children                                                       | Karl Böhm & Hermione Gingold                              | Prokofiev: Peter And The Wolf/Saint-Saens: Carnival Of The Animals                                |
| Best Comedy Recording                                                             | Richard Pryor                                             | Bicentennial Nigger                                                                               |
| Best Spoken Word Recording                                                        | Helen Hayes, Orson Welles, Henry Fonda & James Earl Jones | Great American Documents                                                                          |
| Best Instrumental Composition                                                     | Chuck Mangione                                            | Bellavia                                                                                          |
| Album Of Best Original Score Written For A Motion Picture Or A Television Special |                                                           | Car Wash                                                                                          |
| Best Cast Show Album                                                              |                                                           | Bubbling Brown Sugar                                                                              |
| Album Of The Year Classical                                                       |                                                           | Beethoven: The Five Piano Concertos                                                               |
| Best Classical Orchestral Performance                                             | Orchestre symphonique de Chicago                          | Strauss: Also Sprach Zarathustra                                                                  |
| Best Opera Recording                                                              |                                                           | Gershwin: Porgy And Bess                                                                          |
| Best Choral Performance, Classical (Other Than Opera)                             |                                                           | Rachmaninoff: The Bells                                                                           |
| Best Chamber Music Performance                                                    | David Munrow                                              | The Art Of Courtly Love                                                                           |
| Best Classical Performance, Instrumental Soloist Or Soloists (With Orchestra)     |                                                           | Beethoven: The Five Piano Concertos                                                               |
| Best Classical Performance Instrumental Soloist Or Soloists (Without Orchestra)   | Vladimir Horowitz                                         | Horowitz Concerts 1975/76                                                                         |
| Best Classical Vocal Soloist Performance                                          |                                                           | Herbert: Music Of Victor Herbert                                                                  |
| Best Engineered Recording, Classical                                              |                                                           | Gershwin: Rhapsody In Blue                                                                        |